# Luxorský chrám
Luxorský chrám je rozsáhlý staroegyptský chrámový komplex ležící na východním břehu řeky Nil ve městě Luxor. Byl založen přibližně roku 1400 před naším letopočtem. V egyptštině je chrám známý pod názvem „ipet resyt“, což v překladu znamená jižní svatyně. Během římské nadvlády sloužil chrám jako legionářská pevnost a oblastní sídlo římské vlády. V Luxoru se nachází šest velkých chrámů; čtyři na západním břehu, kde se nachází chrám Sethiho I., Dér el-Bahrí, Ramesseum a chrám v Madinat Hábú. Zbylé dva chrámy, Karnacký a Luxorský, leží na východním břehu.

## Chrám

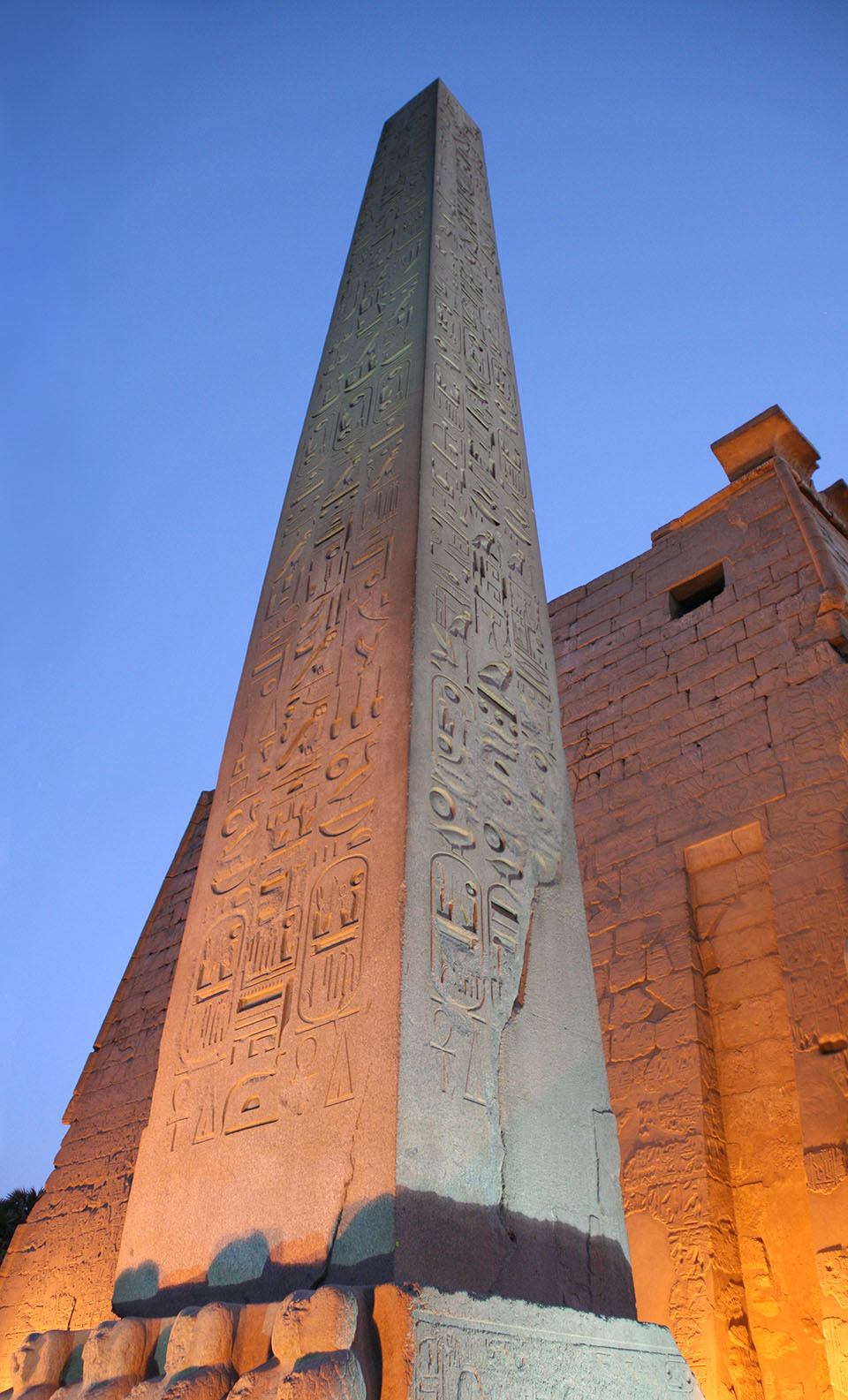
Obelisk Ramesse II.

Panorama prvního sloupového nádvoří s mešitou Abú al-Hadždžádže

Luxorský chrám byl postaven z pískovce dováženého z oblasti Gebel el-Silsila, která se nachází v jihozápadní části dnešního Egypta. Tento pískovec je označován jako Núbijský pískovec. Byl využíván na stavbu monumentů v celém Horním Egyptě a v dnešní době je používán k restaurátorským pracím.
Chrám v Luxoru byl zasvěcen thébské trojici bohů (Amonovi, Mut a Chonsovi). Komplex začal vznikat za vlády faraona 18. dynastie Amenhotepa III., který zde nechal vystavět svatyni s rozsáhlým sloupovým nádvořím. Tyto stavby však tvoří pouze zadní část současné podoby chrámového komplexu. Svůj současný vzhled získal chrám až o sto let později za vlády Ramesse II., který zde nechal postavit další sloupové nádvoří, mohutný pylon či obří obelisky.
Před vchodem do Luxorského chrámu se nachází pozůstatek aleje sfing, která sloužila jako tříkilometrová procesní cesta mezi Luxorským a Amonovým chrámem v Karnaku. Alej byla původně lemována stovkami sfing, různými rostlinami a stromy. V dobách Nové říše měly sfingy beraní hlavu, avšak za vlády panovníka 30. dynastie Nachtnebefa byly během restaurátorských prací nahrazeny klasickými druhy s královskými hlavami. Před samotným chrámem dříve stála zeď, kterou nechal postavit stejný panovník, avšak v dnešní době již není příliš patrná. Stejný osud měla i římská pevnost nacházející se na východní straně chrámu, ze které se dochovaly pouze malé části. Jednou z mála zachovalých římských památek je Hadriánova kaple, která se nachází před vstupem do samotného chrámu. Císař ji nechal v roce 126 našeho letopočtu zasvětit Sarápidovi. Dominantou samotného Luxorského chrámu je čtyřiadvacet metrů vysoký a pětašedesát metrů široký pylon Ramesse II. Hlavním motivem nápisů a obrazů na pylonu je bitva u Kadeše, kterou Ramesse Veliký ve svých stavbách často zobrazoval. Na pravé věži je zobrazen egyptský vojenský tábor a faraon v nadživotní velikosti, který se radí se svými generály. Na levé věži je Ramesse vyobrazen na svém válečném voze, jak je připraven vstoupit do bitvy. Zcela vlevo je pak znázorněna pevnost Kadeš, do níž se Chetité stáhli. Před levou částí pylonu se nachází dvacet pět metrů vysoký obelisk z růžové žuly. Dříve před vstupem do chrámu stávaly dva, avšak ze druhého obelisku, který věnoval Muhammad Alí Francii a nyní stojí na pařížském náměstí Place de la Concorde, zbyl pouze podstavec. Před pylonem se rovněž dříve nacházelo šest kolosů Ramesse II., ze kterých se do současnosti dochovaly pouze dvě 15,6 metrů vysoké sedící postavy ze šedé žuly a jedna stojící postava na pravé straně.
Za vysokými zdmi pylonu se nachází první sloupové nádvoří, které nechal zbudovat Ramesse II. Na jeho jižní stěně zobrazují reliéfy slavnosti u příležitosti zasvěcení. Zde je k vidění původní podoba pylonu. Slavnostní procesí v čele s jedenácti princi míří k pylonu se dvěma obelisky, šesti kolosy a čtyřmi stožáry s vlajkami. Sloupové nádvoří má rozlohu 50 x 57 metrů a je obklopeno dvojitou řadou sedmdesáti čtyř sloupů, jež jsou zakončeny hlavicemi v podobě uzavřeného papyrového stvolu. Na nádvoří je rovněž k nalezení žulová kaple královny Hatšepsut, před kterou jsou sloupy se stejným vzhledem, avšak mnohem detailněji zpracované. Nachází se zde i budova z mnohem pozdější doby. Jedná se o mešitu Abú al-Hadždžádže, která se nachází v severovýchodním rohu nádvoří. Zajímavá je především tím, v jaké výšce je vystavěná. Z toho je zřejmé, jak hluboko v písku byl dříve chrám zasypán. Na jižní straně se nachází dalších jedenáct obřích soch, které jsou většinou vytesané ze žuly. Všechny sochy nesou jméno Ramesse II., ačkoliv šest z nich bylo vytvořeno již za vlády Amenhotepa III. Faraon Ramesse II. si je pouze přivlastnil a změnil jméno jejich majitele. Za sloupovým nádvořím pokračuje chrám kolonádou, která měří padesát metrů a vede až ke druhému sloupovému nádvoří patřící Amenhotepovi III. Kolonáda je tvořena čtrnácti sloupy o výšce šestnácti metrů, které nají podobu papyru s otevřenou hlavicí. Na postranních zdech se nacházejí reliéfy z dob Tutanchamona a Haremheba, které zobrazují slavnosti Ipet.
Druhé sloupové nádvoří o rozměrech 52 × 46 metrů je obklopeno dvojitou řadou sloupů. Pod tímto nádvořím našli archeologové starobylé úložiště soch, které zobrazovaly podoby bohů a králů. První z nich pocházejí z období vlády Thutmose III. a v současné době jsou vystavené v Luxorském muzeu. Za nádvořím se nachází zastřešený chrám, na jehož začátku je menší hala s dvaatřiceti sloupy. Přilehlou místnost, která byla v minulosti rovněž sloupovým sálem, přestavěli Římané ve 3. století našeho letopočtu na kapli. Staroegyptské reliéfy byly překryty omítkou, která byla následně pomalována. Následuje sál čtyř sloupů, kde se dříve nacházel obětní stůl. Za touto místností se nachází svatostánek určený pro člun boha. Velká žulová schránka byla věnována chrámu Alexandrem Velikým. Před svatostánkem se po levé straně nacházejí dveře, které vedou do další chrámové místnosti, kde jsou k vidění reliéfy místa zrození. V důsledku vlády faraona Achnatona jsou však dosti poničené. Při ranním světle lze spatřit reliéfy zobrazující zrození krále Amenhotepa III. nebo boha Thovta s hlavou ibise, který jako posel Amon-Rea oznamuje královně-matce, že porodí božské dítě.
Po příchodu Římanů začal chrám postupně ztrácet svůj význam. Během středověku se jeho zdivo začalo hroutit a spolu s pískem postupně vytvořilo až patnáctimetrové pahorky. Chrám byl znovu odhalen během vykopávek z let 1884–1960. V roce 1979 byl chrámový soubor Karnaku a Luxoru společně s Údolím králů a Údolím královen zapsán na seznam světového dědictví.

## Odraz v kultuře
V areálu chrámu se odehrává část jedné z nejznámějších detektivek Agathy Christie Smrt na Nilu.

## Galerie

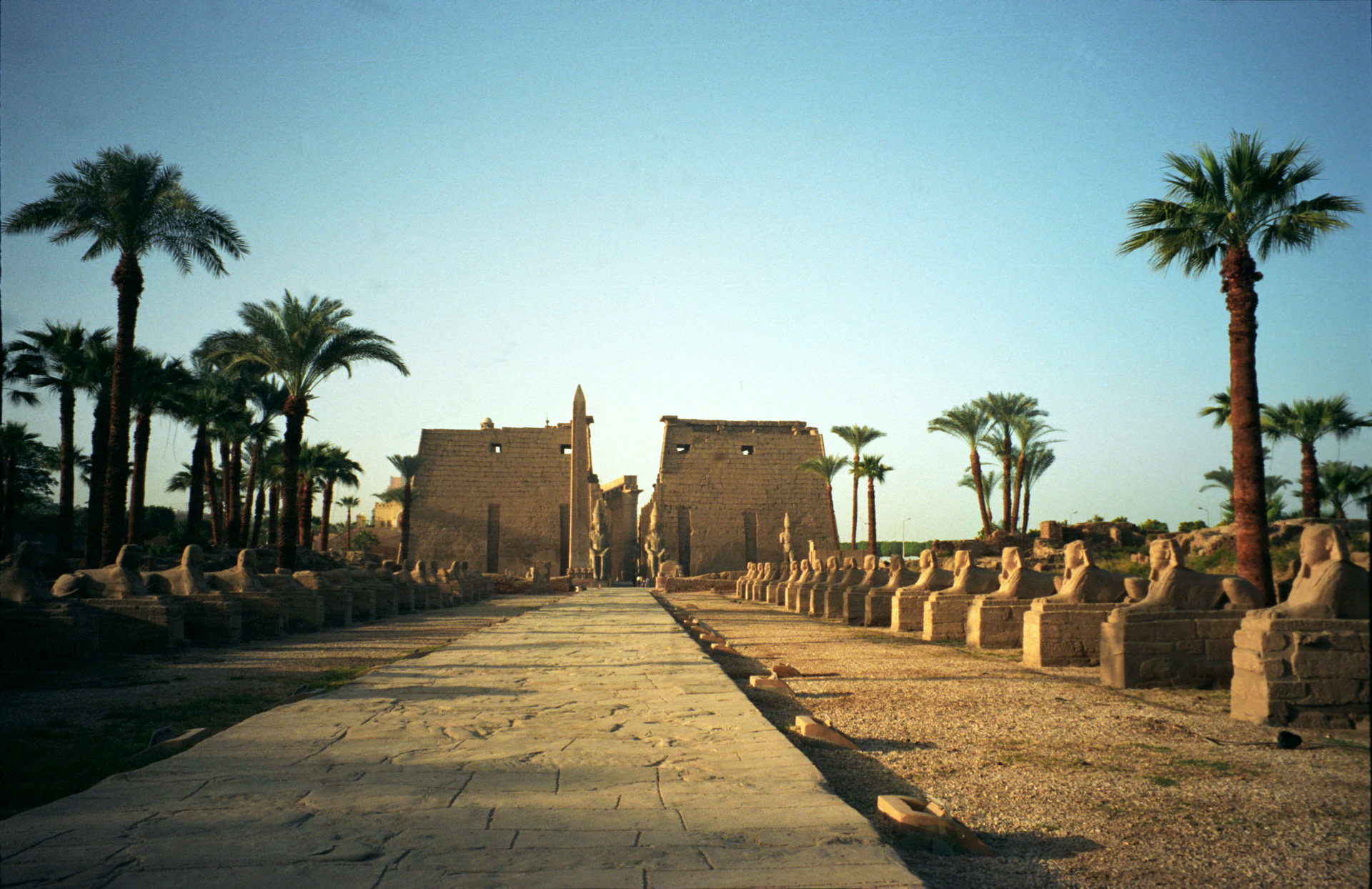
Alej sfing a pohled na chrám ze severní strany
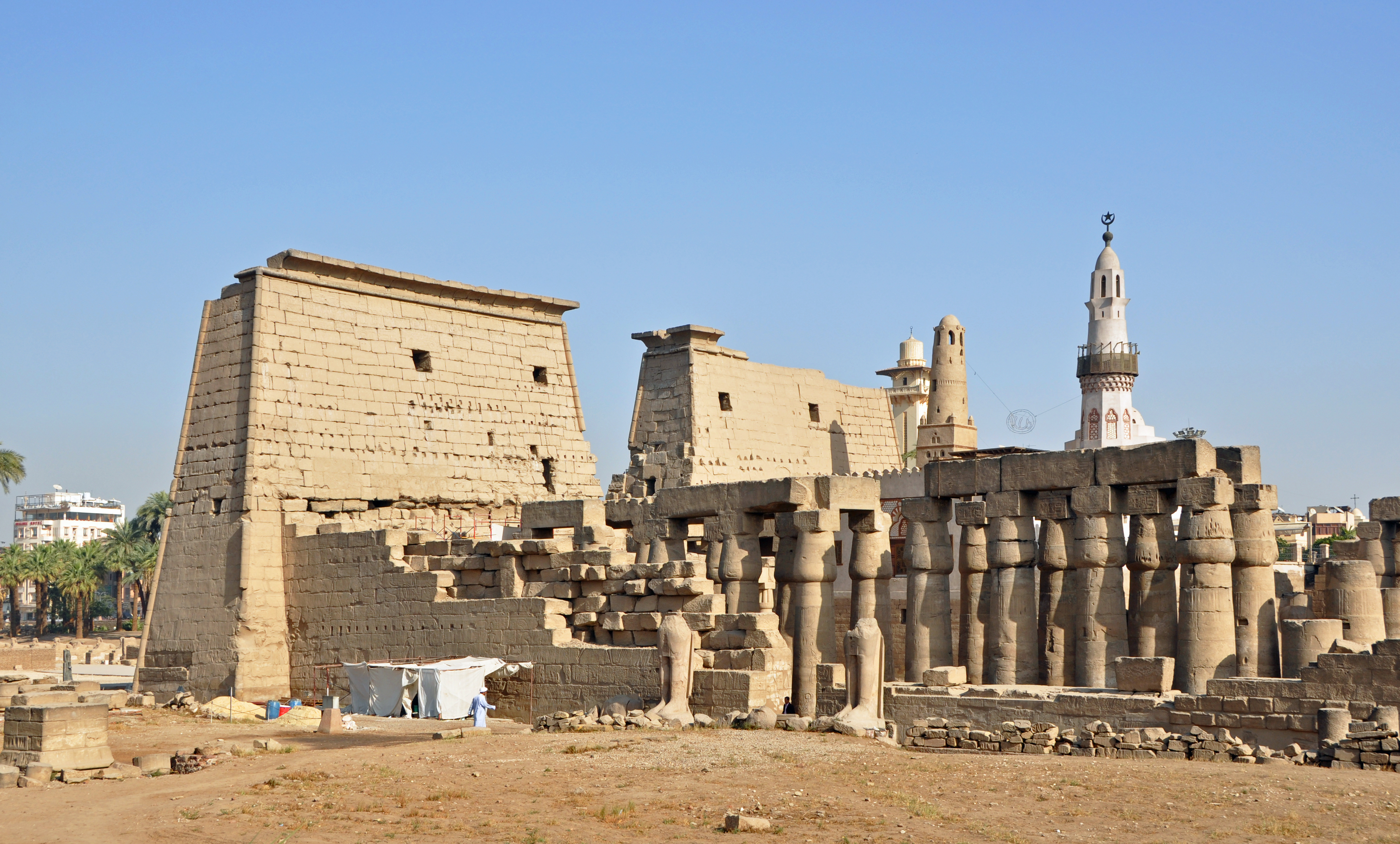
Luxorský chrám
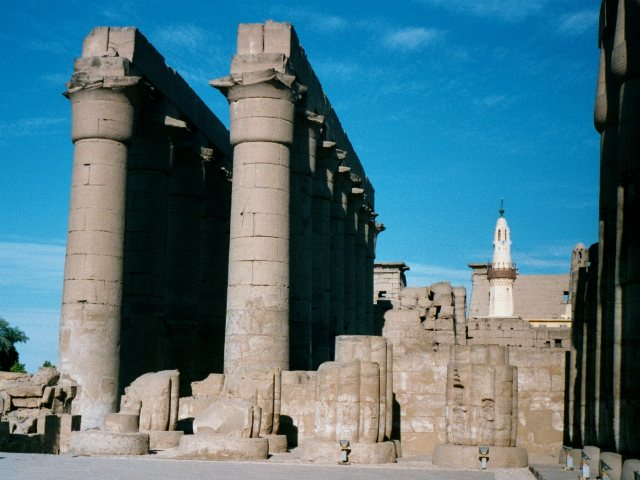
Kolonáda Amenhotepa III.
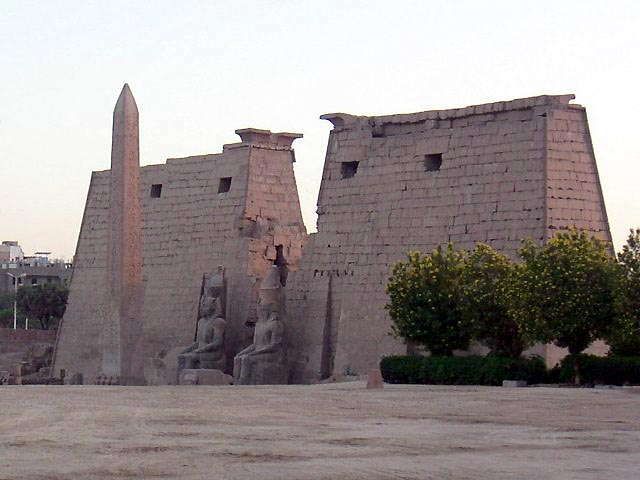
Velký pylon Ramesse II.
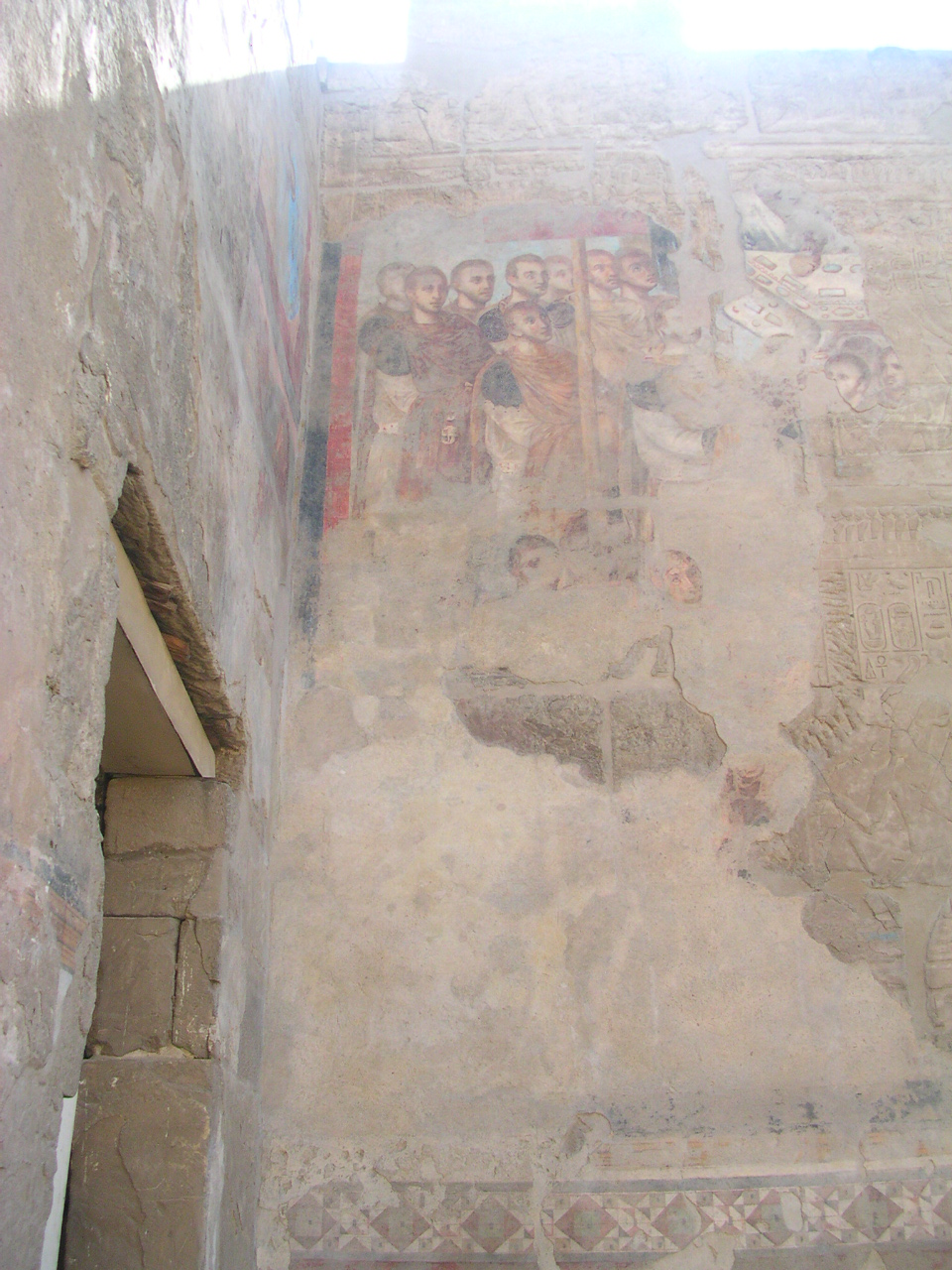
Malby v přestavěné římské kapli
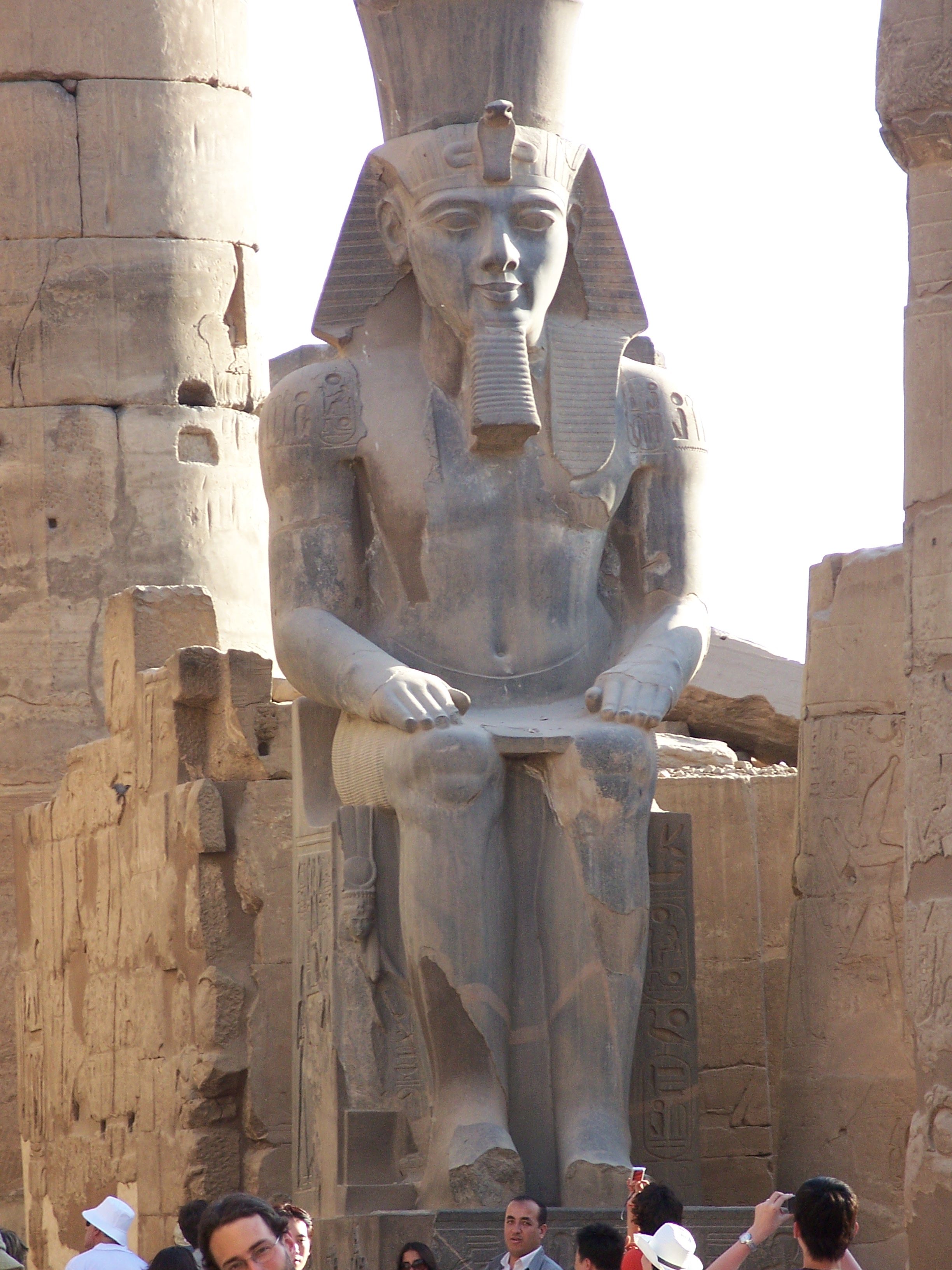
Sedící socha Ramesse II. v prvním sloupovém nádvoří
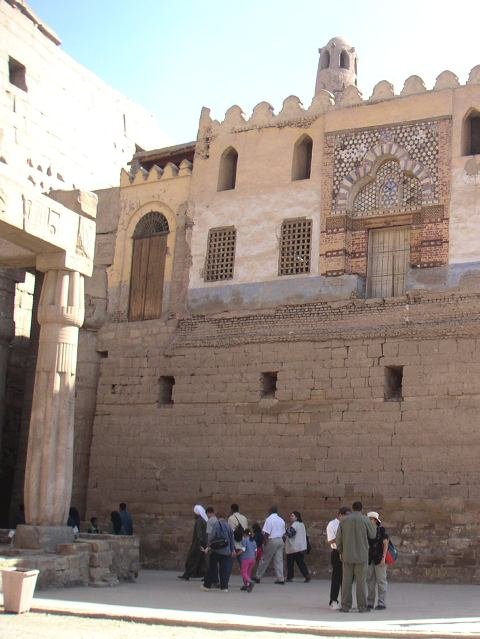
Islámská mešita vystavěná na základech staroegyptského chrámu
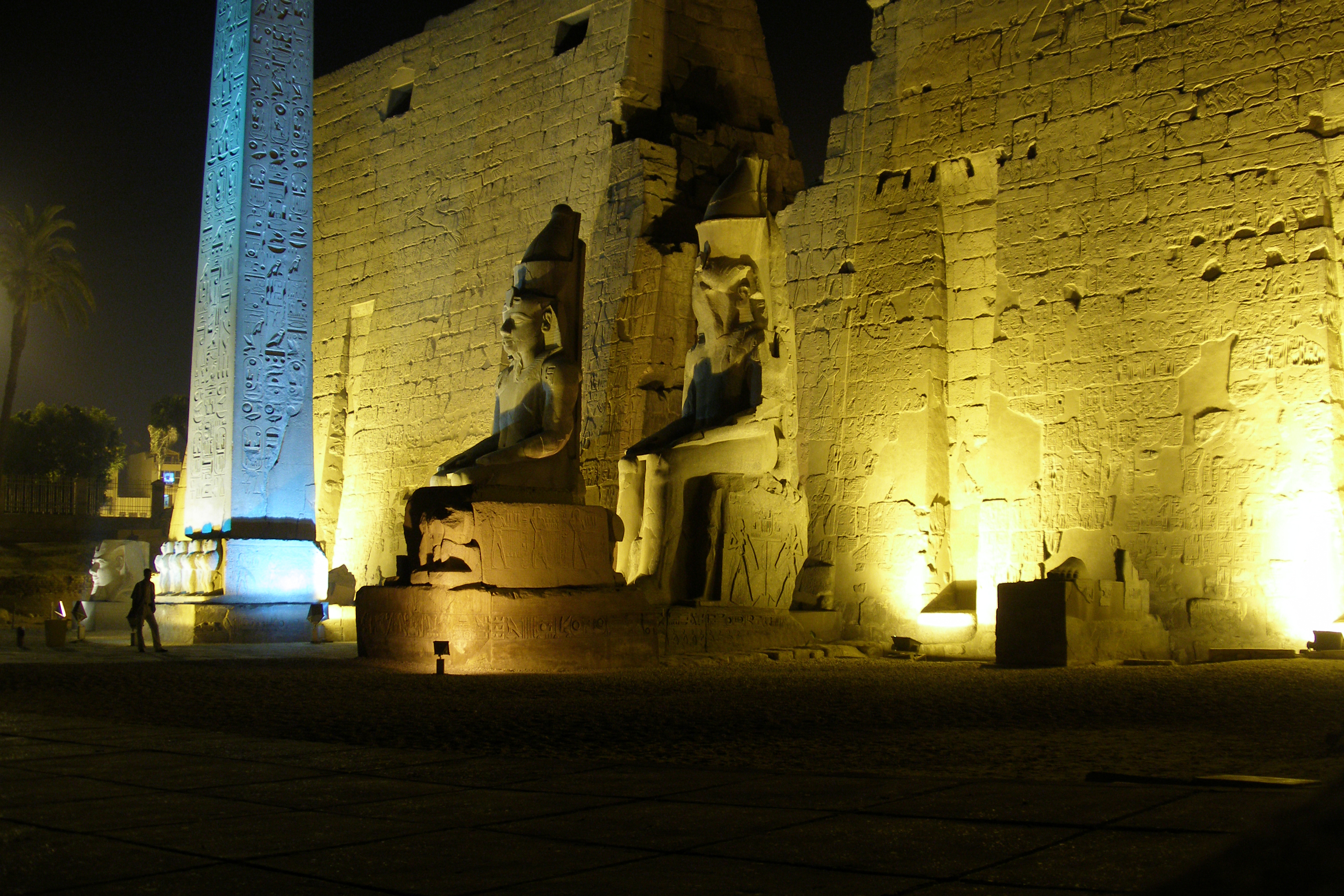
Osvětlené kolosy Ramesse II.